# Test & Albert
T & A (Test & Albert) was een professioneel worsteltag-team dat actief was in de World Wrestling Federation (WWF) van 2000 tot 2001. Trish Stratus was de valet van dit team.

## In worstelen
- Finishers
  - Baldo Bomb van Albert gevolgd door een diving elbow drop van Test

- Signature moves
  - Corner body splash van Albert gevolgd door een running big boot van Test